# 海東荘
海東荘（かいとうのしょう）とは、尾張国海東郡・中島郡（現在の愛知県あま市・稲沢市の一部）にあった荘園。

## 概要
12世紀中期に成立し、本所は後白河上皇建立の蓮華王院（三十三間堂）、領家は平忠盛の未亡人で清盛の継母としても知られる池禅尼であった。早くから上中下の3つの区域に分けられ、禅尼の孫にあたる平光盛が四女の三条局に上中両荘を、五女の京極局に下荘を与えた。上中両荘は妹にあたる久我通忠室に継承され、「池大納言家領」として久我家に相伝された。一方、建久8年（1197年）に熱田大宮司の一族である千秋有範が地頭に任ぜられているが承久の乱で没落し、小山朝政が補任されたものの建武政権に没収されて久我家に与えられている。その後、地頭職は京都の有力寺院である真如寺や等持寺、天龍寺などが就くが、尾張・美濃国守護土岐氏の進出などによって経営は不安定になり、土岐氏被官などによる代官請を経て、寛正年間に久我家の支配は終焉し、長享年間を最後に記録からも姿を消すことになった。